# Argenteohyla siemersi
Argenteohyla siemersi és una espècie d'amfibis de la família dels hílids. És monotípica del gènere Argenteohyla. Habita a l'Argentina, Uruguai i possiblement Paraguai. Els seus hàbitats naturals inclouen zones d'arbustos, pantans i deltes. Està amenaçada d'extinció per la destrucció del seu hàbitat natural.